# ريغي دوس
ريغي دوس (بالإنجليزية: Reggie Doss) هو لاعب كرة قدم أمريكية أمريكي، ولد في 7 ديسمبر 1956 في موبيل في الولايات المتحدة.

## وصلات خارجية
- ريغي دوس على موقع مرجع كرة القدم المحترفة.كوم (الإنجليزية)